# Croton staminosus
Espèce
Croton staminosus est une espèce de plantes à fleurs du genre Croton et de la famille des Euphorbiaceae, présente au Brésil (São Paulo ?).
Il a pour synonyme :
- Oxydectes staminosa, (Müll.Arg.) Kuntze